# Чейз, Родерик
Родерик Чейз (англ. Roderick Chase, род. 12 октября 1967) — барбадосский трековый велогонщик. Участник летних Олимпийских игр 1988 года.

## Карьера
В 1988 году был включён в состав сборной Барбадоса для участия на летних Олимпийских играх в Сеуле. На них выступил в двух трековых гонках.
Сначала  в гите, где занял 24-е место среди 30-и участников, уступив 5,5 секунд победителю Александру Кириченко (СССР).
А затем в гонке по очкам. Стартовал в полуфинале в котором нужно было занять место не ниже 12-го для выхода в финал, но не смог в нём финишировать и закончил выступление.